# Ermera
Ermera è una località di Timor Est, situata nell'omonimo distretto. Ha una popolazione di 8.907 persone.